# Jean-Baptiste Micot
Jean-Baptiste Micot (né à Lyon le 25 janvier 1712, mort le 15 mai 1784) est un facteur d'orgue français réputé du XVIIIe siècle, un des « huit plus habiles facteurs français au XVIIIe siècle » . Deux de ses fils Pierre, l'aîné (Lyon 1735 - † Bordeaux 1768) et Jean-Baptiste, le cadet (Lyon 1740 - † Toulouse1815) ont été également organiers à ses côtés.

## Biographie
Après avoir travaillé à Lyon de nombreuses années dans différents métiers touchant le tissage de la soie (fabricant de peignes à tisser, dessinateur, marchand) et y avoir appris menuiserie, mécanique, travail des métaux, de l'os et de l'ivoire, architecture, commerce, Jean-Baptiste Micot devient facteur d'instruments en 1749 puis, grâce au savant mécanicien Jacques de Vaucanson et au compositeur et violoniste Mondonville, s'installe à Paris où il est reçu le 16 août 1751 dans la corporation des luthiers et facteurs d'instruments comme maître sans qualité (n'ayant pas fait son apprentissage à Paris).
Son activité de facteur est alors tournée vers les instruments de salon, dont il est inventeur passionné. Il réalisera en particulier des orgues en table, dont un est actuellement conservé au Musée de la Musique de la Villette. Il travaille pour les plus grands de la Cour et particulièrement la reine Marie Leszczinska pour qui il a réalisé un orgue de salon aujourd'hui dans l'église de Lammerville en Seine-Maritime, classé au titre objet des monuments historiques, pour l’instrument le 28 avril 1982 et pour le buffet le 22 juillet 1983.
Veuf puis remarié, on le retrouve en 1755 à Saint-Jean-de-Luz pour des travaux de restauration et d'agrandissement de l'orgue de l'église Saint-Jean-Baptiste, dont il tient aussi la tribune quelques années. Puis en 1758, il s'installe à Toulouse, en rachetant la maison du vieux François L'Epine alors âgé de soixante-dix-sept ans et qui restera avec lui durant trois ans jusqu'à son décès. Pendant vingt ans, il sillonnera le Sud-Ouest de la France et le Languedoc.
En Aquitaine et plus particulièrement à Bordeaux, il construira plusieurs instruments neufs dont il ne reste malheureusement que les buffets : St-Seurin, St-Michel et St-André (ce dernier provenant de La Réole et fortement modifié et augmenté). À Toulouse, il réalisera essentiellement des réparations, des restaurations et des agrandissements d'orgues existants, mais en Languedoc, il réalisera plusieurs instruments neufs dont heureusement deux, voire trois nous sont parvenus maintenus ou rétablis dans leur état originel:
- 1761-1762 : orgue de l'ancienne cathédrale Saint-Sauveur-et-Saint-Pierre de Vabres-l'Abbaye dans l'Aveyron, (restauration Jean-Georges & Yves Kœnig de Sarre-Union 1977) avec l'aide de deux de ses fils Pierre l'aîné et Jean-Baptiste le cadet.
- 1771 : orgue de l'ancienne cathédrale Saint-Pons de Cimiez à Saint-Pons-de-Thomières dans l'Hérault, restauré par Paul Manuel & Bartoloméo Formentelli en 1981-82; avec le seul Jean-Baptiste junior, Pierre étant décédé entre décembre 1768 et janvier 1769.
- 1784 : orgue de Saint-Chinian (près de Saint-Pons-de-Thomières) réalisé par Louis Peyssi, un collaborateur de confiance, mais où les experts voient la main des Micot; restauré en 1994 par Jean-François Muno.

En 1777, il laisse l'atelier toulousain à son deuxième fils prénommé également Jean-Baptiste (l'aîné, Pierre, étant décédé), et part à Rouen reconstruire entre 1778 et 1780 l'orgue de l'église Saint-Godard qu'un début de paralysie l'empêche de parfaire et qui sera terminé par le facteur rouennais Louis Godefroy le Jeune. Il retourne ensuite à Lyon où il meurt le 15 mai 1784 après huit mois de maladie.
Jean-Baptiste Micot fils construit en 1785 l'orgue de la cathédrale Notre-Dame de Dax dont le buffet, réalisé par le menuisier Caular, est parvenu jusqu'à nous ; confronté à la Révolution, il réorientera son activité vers l'expertise et le transfert d'orgues pour le compte des comités révolutionnaires toulousains puis de la municipalité et sauvera ainsi bon nombre d'instruments. On a gardé aussi de lui un petit orgue - probablement construit pour un salon - daté de 1801 aujourd'hui installé à Arreau dans les Pyrénées Atlanques ; restauré par Jean Daldosso de Gimont (Gers) en 2011. Il meurt à Toulouse le 28 juin 1815.
On reconnait généralement aux Micot, père et fils, la normalisation des claviers principaux (Grand Orgue.& Positif) à cinquante notes (ut1 à ré5 sans premier ut#) ainsi que l'idée et les recherches sur un dispositif propre à faire varier l'intensité sonore du Récit qui conduiront bien plus tard à la boîte expressive.

## Galerie

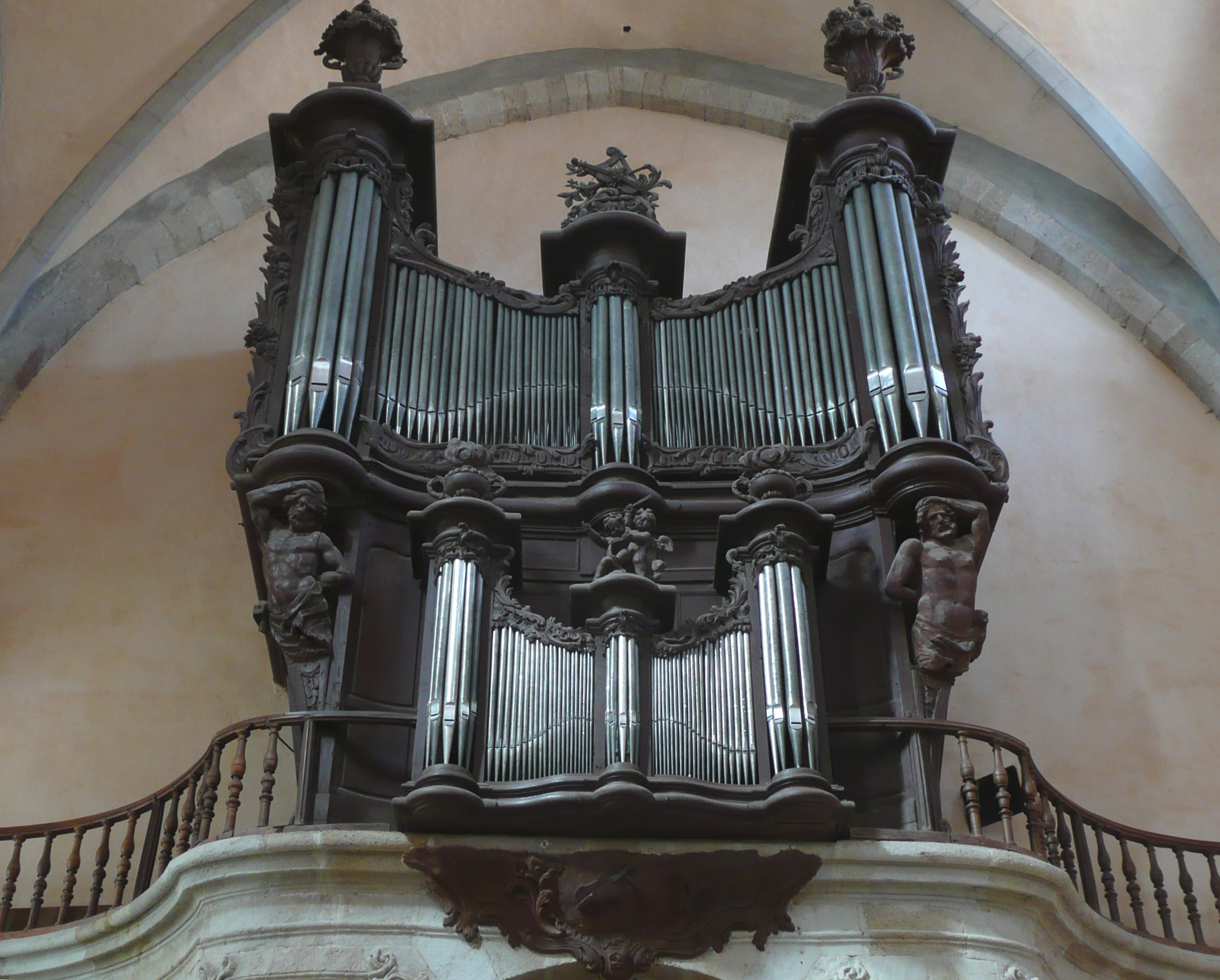
Vabres-l'Abbaye
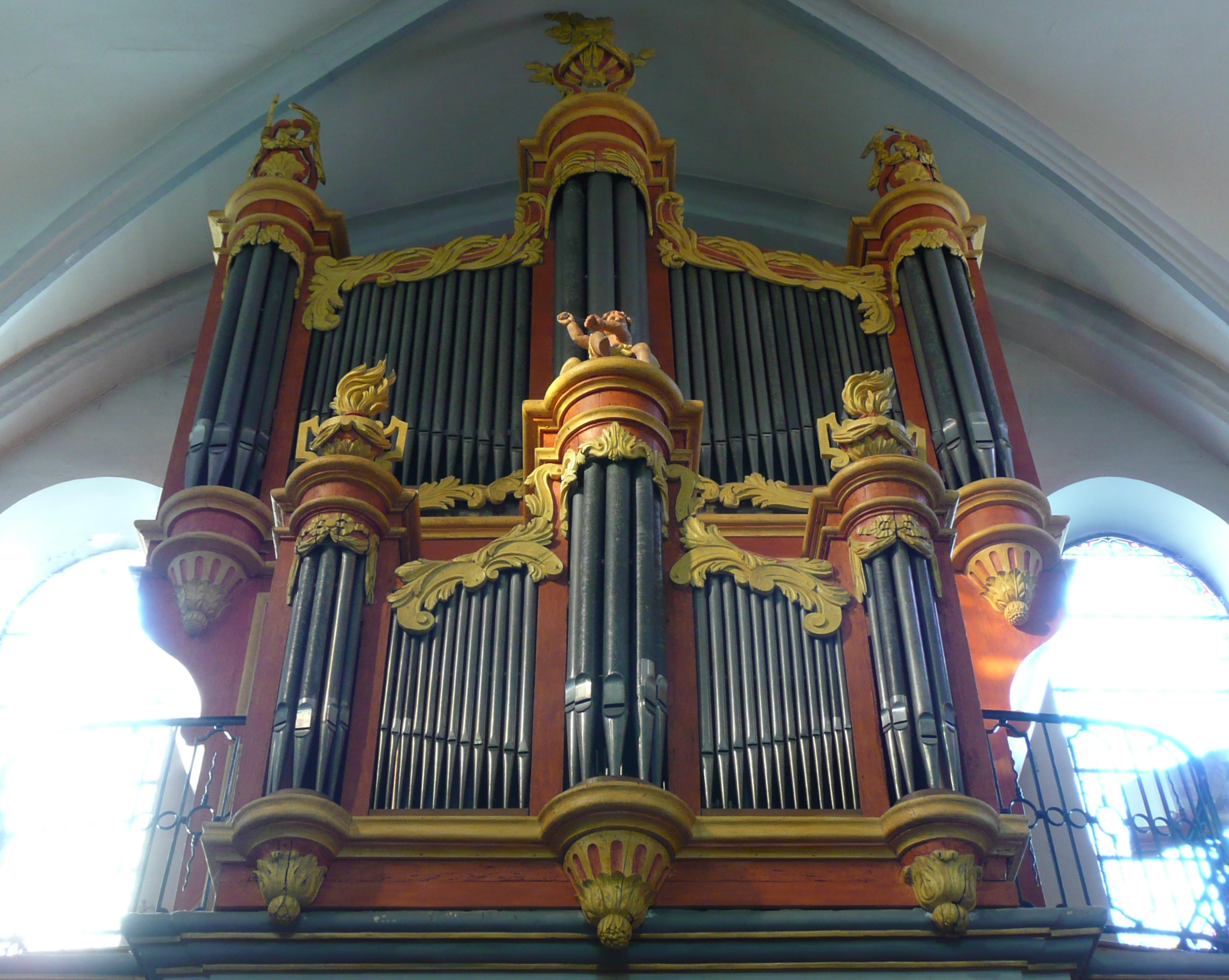
Saint-Chinian
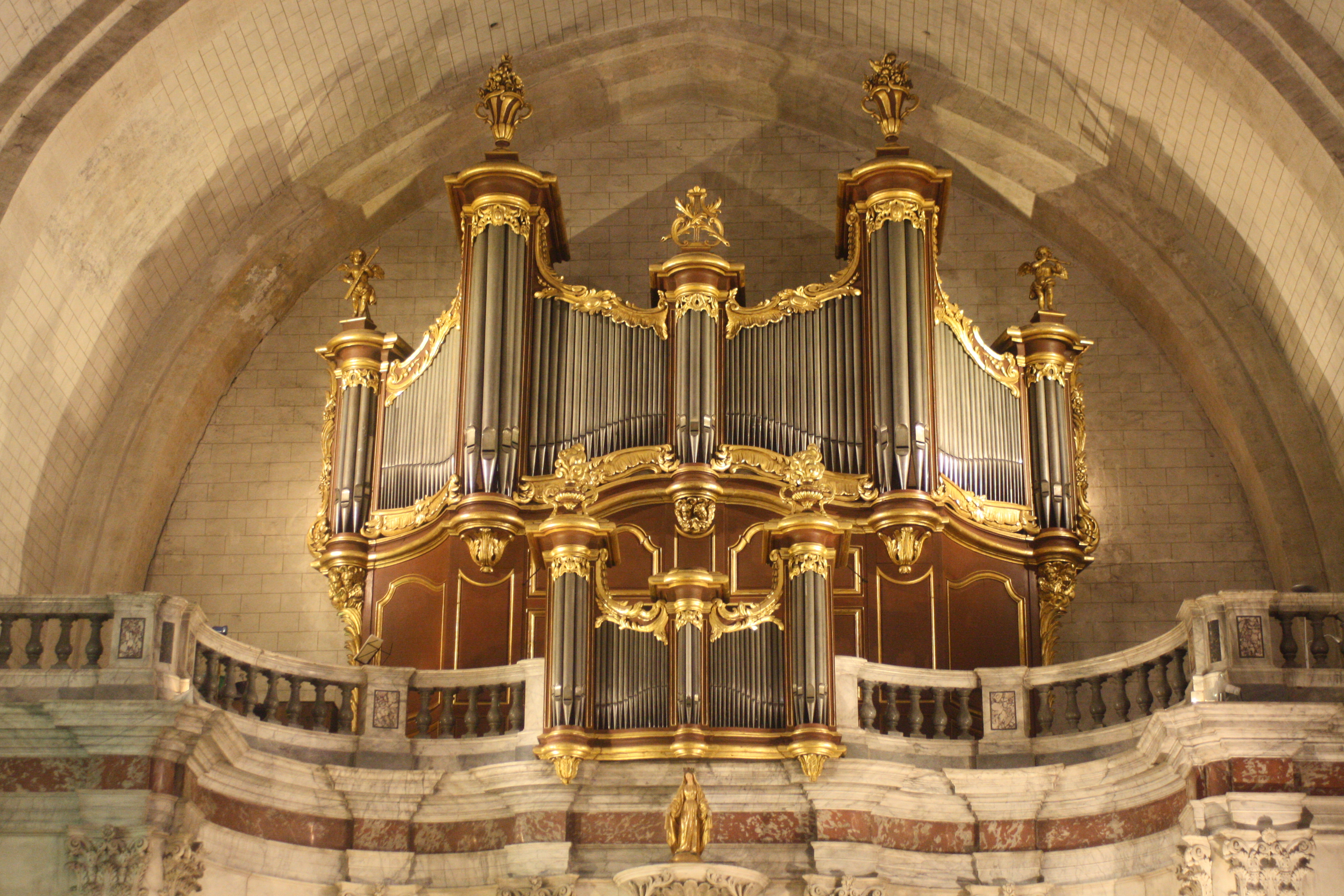
Saint-Pons-de-Thomières
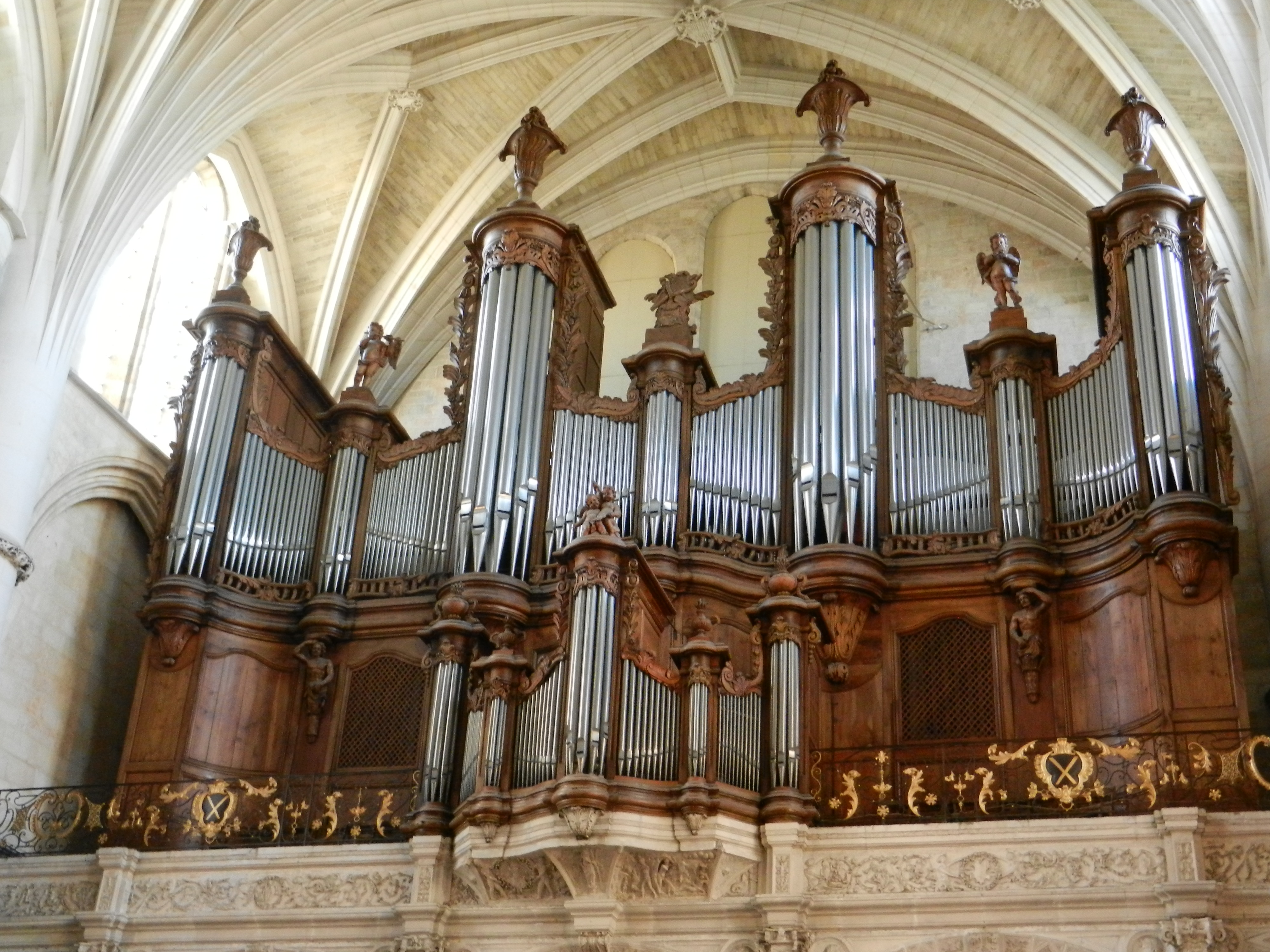
Saint-André de Bordeaux
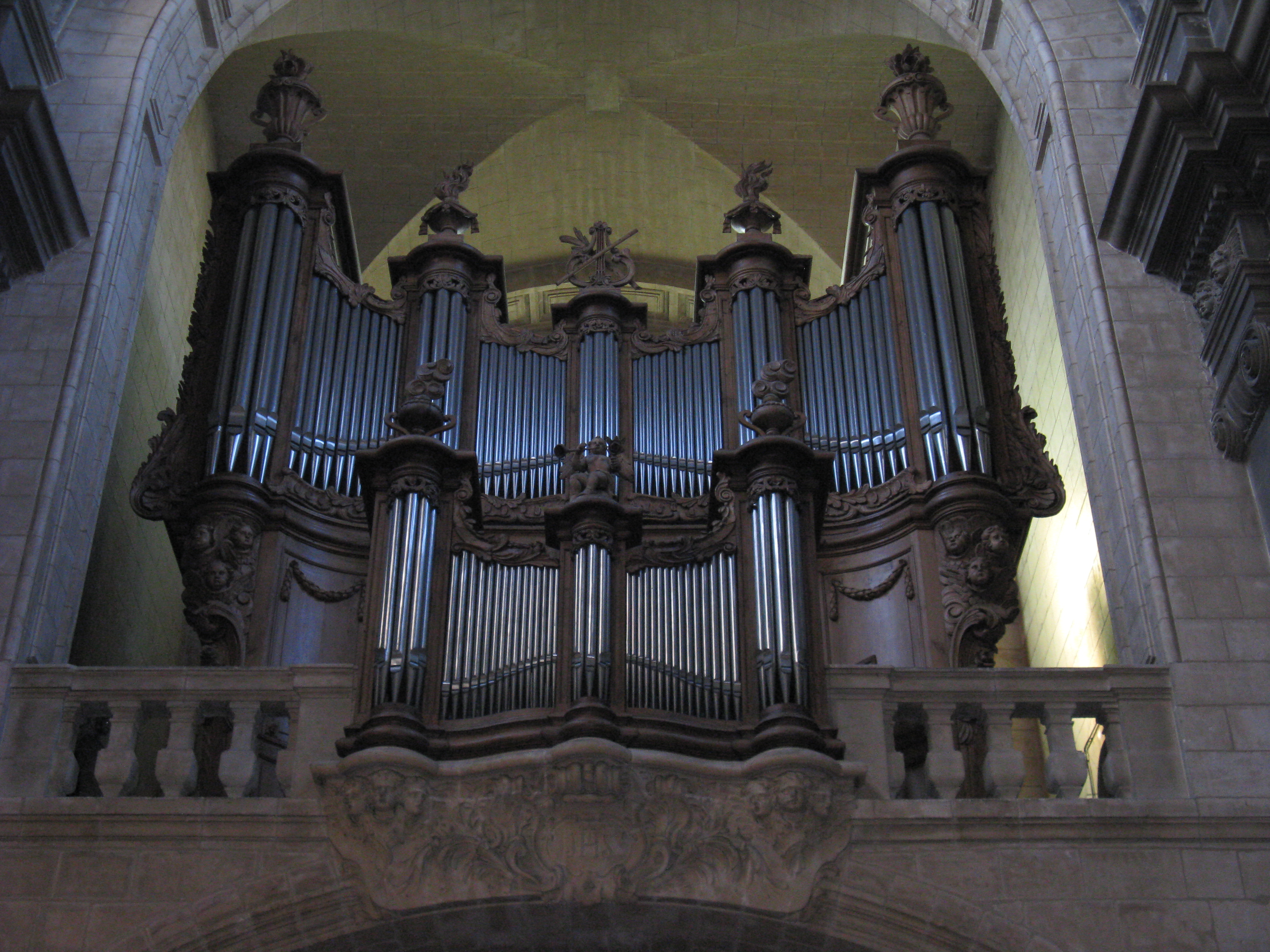
Dax